# Joachim Möller (Wirtschaftswissenschaftler)
Joachim Möller (* 30. Januar 1953 in Reinstorf bei Lüneburg) ist ein deutscher Wirtschaftswissenschaftler. Er war von Oktober 2007 bis September 2018 Direktor des Institut für Arbeitsmarkt- und Berufsforschung (IAB) in Nürnberg.
Zu seinen Forschungsgebieten gehören Lohnstrukturen und Lohnungleichheiten, internationale Vergleiche und Regionalanalysen; ökonomische Effekten der EU-Osterweiterung; Auswirkungen von Mindestlöhnen.
In dem von Möller gestarteten Projekt CORIS (Cluster-orientiertes Regionales Informationssystem) werden Netzwerke von Unternehmen und unterstützenden Einrichtungen in verschiedenen Regionen – so genannte „Cluster“ – sichtbar gemacht.

## Leben
Möller studierte in Tübingen, Straßburg und Konstanz Philosophie, Politikwissenschaft und Volkswirtschaftslehre. Im Jahr 1990 habilitierte er sich an der Universität Konstanz. Thema der Habilitationsschrift lautet: „Das Hysteresis-Phänomen in Arbeitsmarkt- und Inflationsmodellen“.
1991 wurde er zum Professor für Volkswirtschaftslehre an der Universität Regensburg berufen. Von 2000 bis 2003 war er im Vorstand der European Association of Labour Economists (EALE) tätig. 2004 wählte ihn der Ausschuss für Regionaltheorie und -politik im Verein für Socialpolitik zum Vorsitzenden. Von 2005 bis Oktober 2007 leitete er das Osteuropa-Institut München, das im August/September 2007 nach Regensburg verlegt wurde. Seit 2005 ist er zudem Mitglied des IREBS Instituts für Immobilienwirtschaft, an dem er Regionalökonomie in Forschung und Lehre verantwortet. Er gehört dem Wissenschaftlichen Beirat des Instituts für Ost- und Südosteuropaforschung sowie dem Universitätsrat der Otto-Friedrich-Universität Bamberg an.

## Positionen
Im Handelsblatt-Interview vom 9. Februar 2010 wendet sich Möller gegen eine grundlegende Reform der Grundsicherung und fordert stattdessen eine allgemeinverbindliche Lohnuntergrenze.

## Trivia
Joachim Möller ist Bassist in der Band Wise Noise.

## Veröffentlichungen (Auswahl)
- mit R. Völker: Lohnbildung und Hysteresis. Empirische Überprüfung eines Insider-Outsider-Modells für die Bundesrepublik Deutschland. In: Zeitschrift für Wirtschafts- und Sozialwissenschaften. 111, 1991, S. 01–424.
- Chancen und Risiken der Grenzöffnung – Die ökonomische Perspektive der Oberpfalz im Verhältnis zur Tschechischen Republik. Eurotrans-Verlag, Weiden 1994.
- Strukturelle Änderungen von Arbeitsmarktrelationen – Theoretische und empirische Aspekte. Haag und Herchen, Frankfurt am Main 1982.
- Regionale Hysteresis. In: H. König, V. Steiner (Hrsg.): Arbeitsmarktdynamik und Unternehmensentwicklung in Ostdeutschland – Erfahrungen und Perspektiven des Transformationsprozesses. Nomos, Baden-Baden 1994, S. 129–158.